# Riserva naturale orientata Bosco di Malabotta
La riserva naturale orientata Bosco di Malabotta è un'area naturale protetta situata nei comuni di Francavilla di Sicilia, Malvagna, Montalbano Elicona, Roccella Valdemone e Tripi, nella città metropolitana di Messina. La riserva si estende sui monti Nebrodi ad un'altezza media che oscilla tra i 700 e i 1300 m s.l.m. ed è stata istituita nel 1997.

## Storia
La riserva è stata istituita con decreto dell'assessorato regionale del territorio e dell'ambiente numero 477/44 del 25 luglio 1997. Della riserva fa parte anche l'altopiano dell'Argimusco famoso per la presenza di rocce megalitiche.

## Flora
Il bosco è uno dei più antichi della Sicilia, ossia uno fra quelli che hanno mantenuto più a lungo l'integrità della flora, e comprende alberi quali: faggi, querce, aceri, lecci, cerri ecc.

## Galleria d'immagini

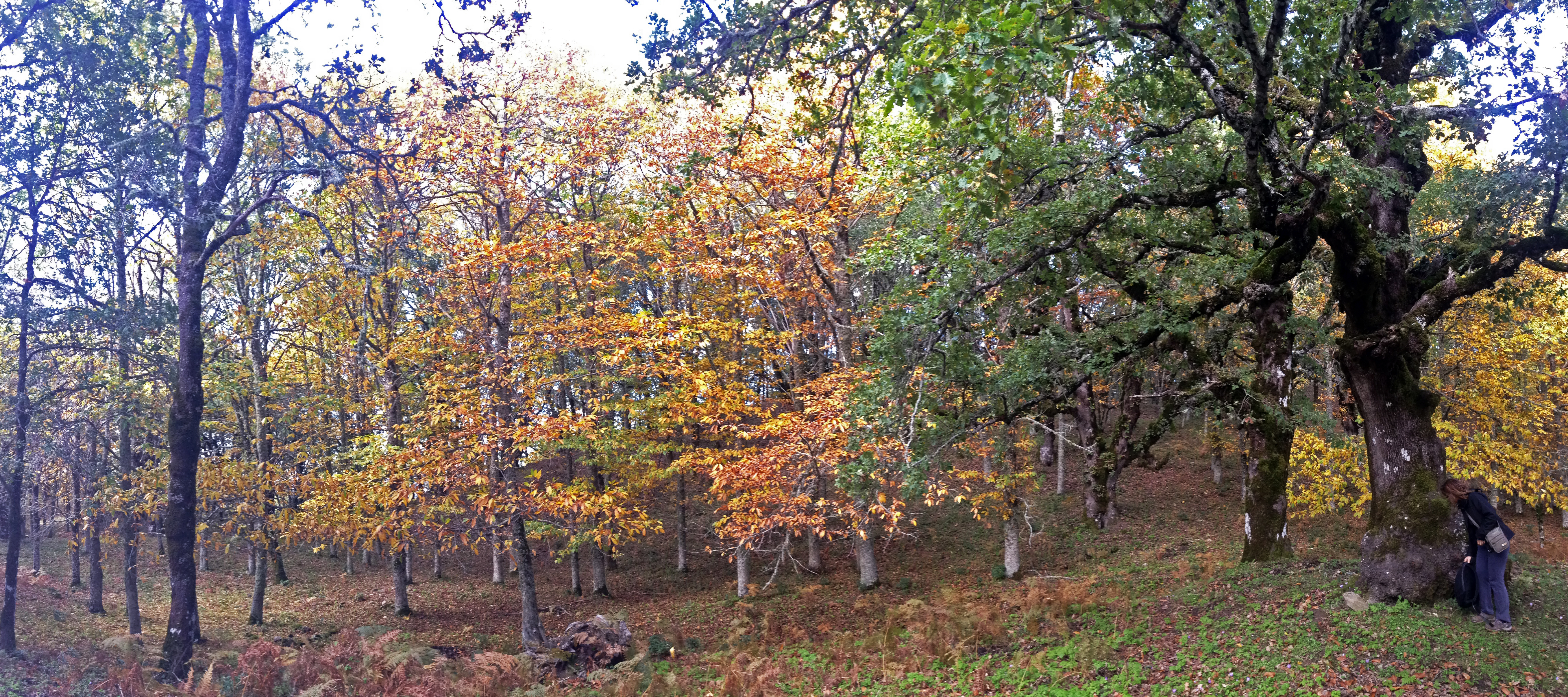
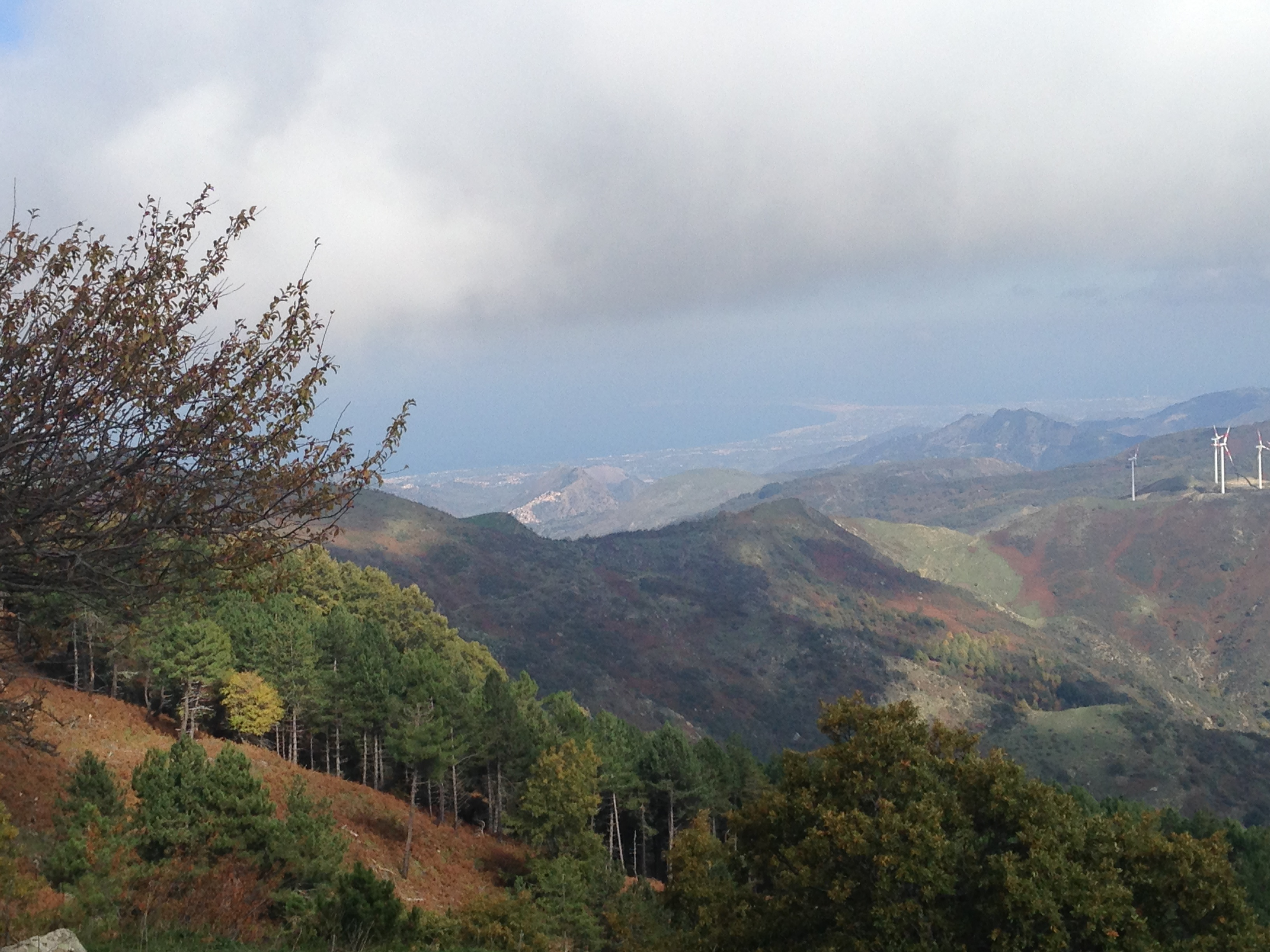
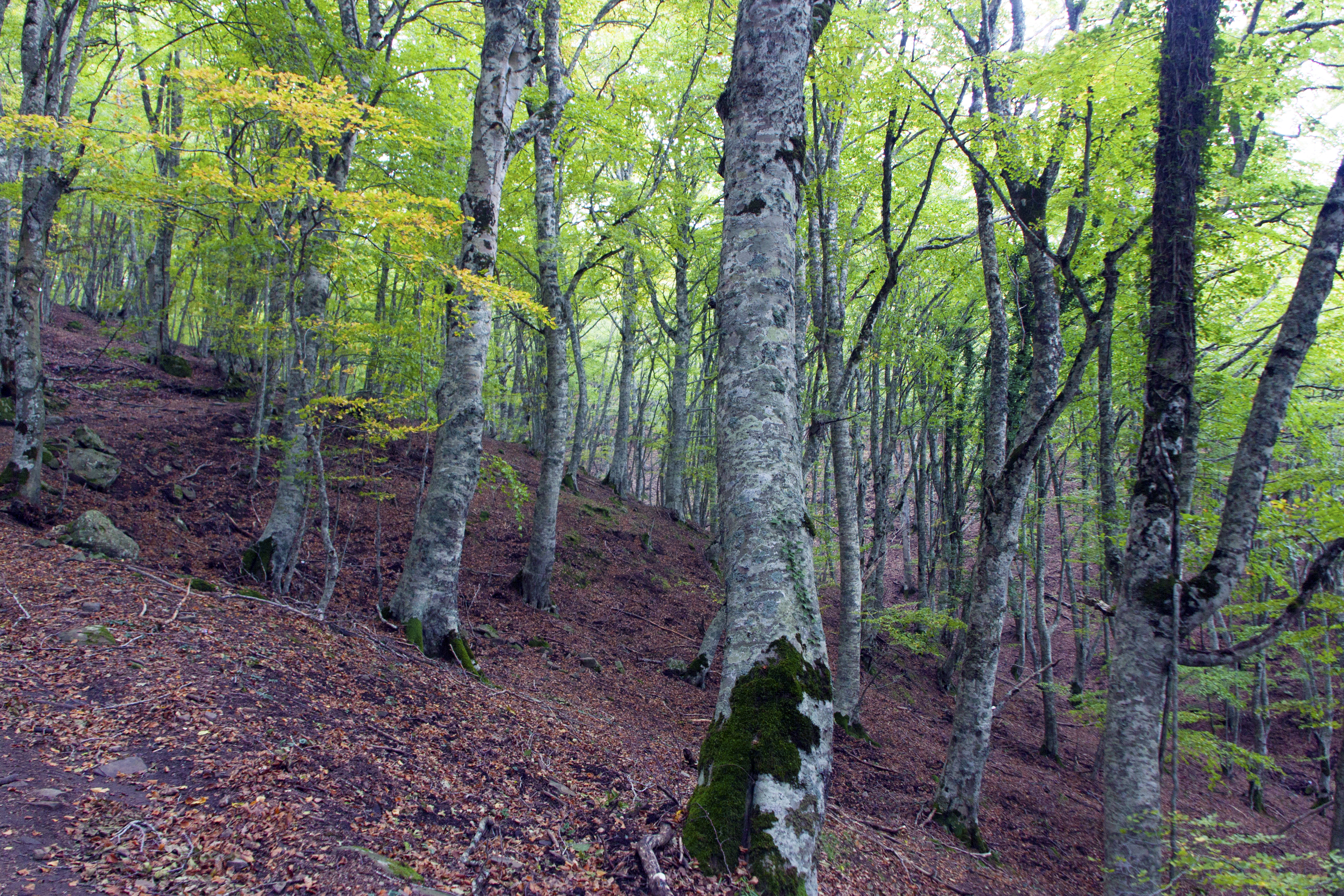
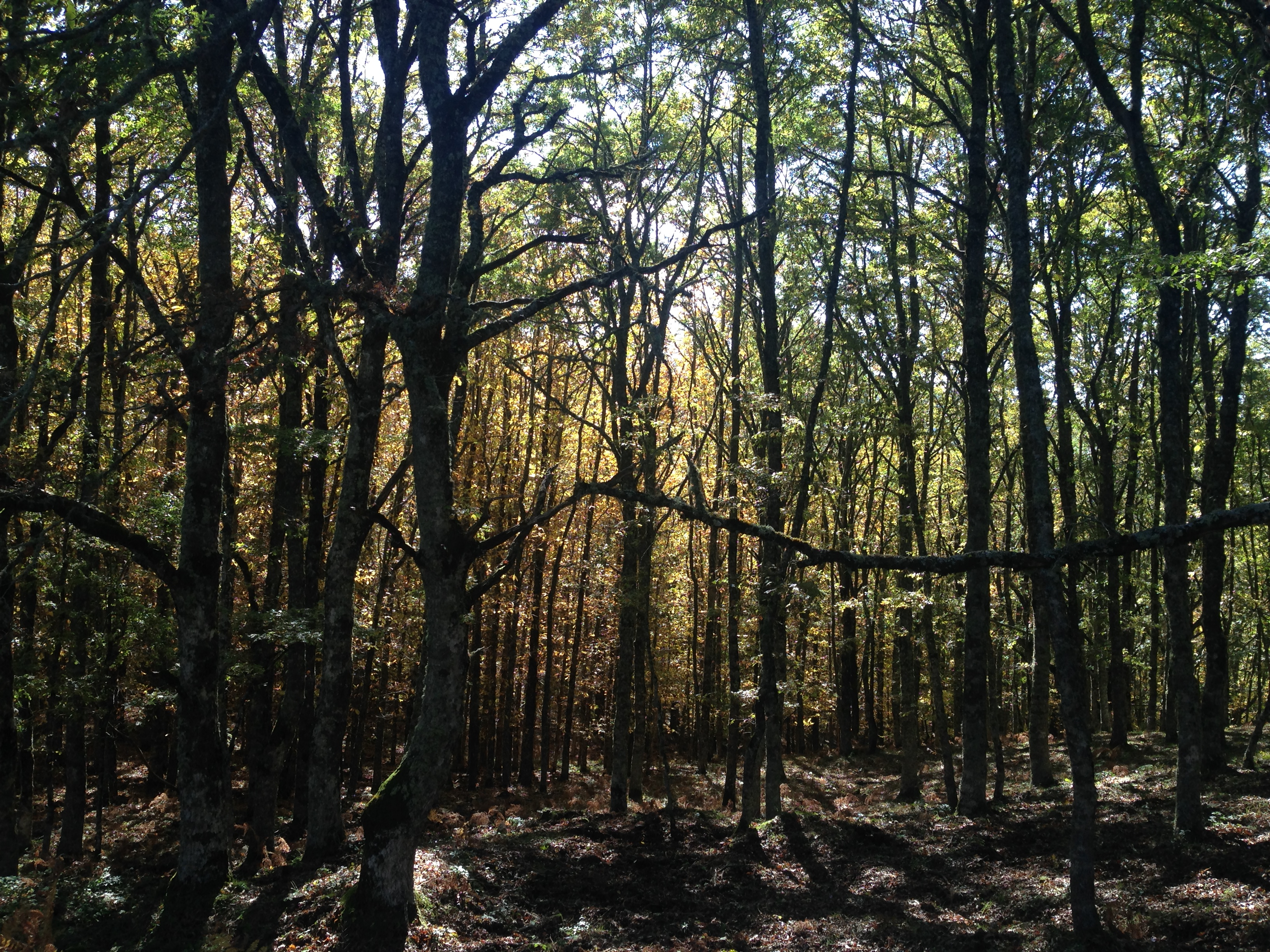
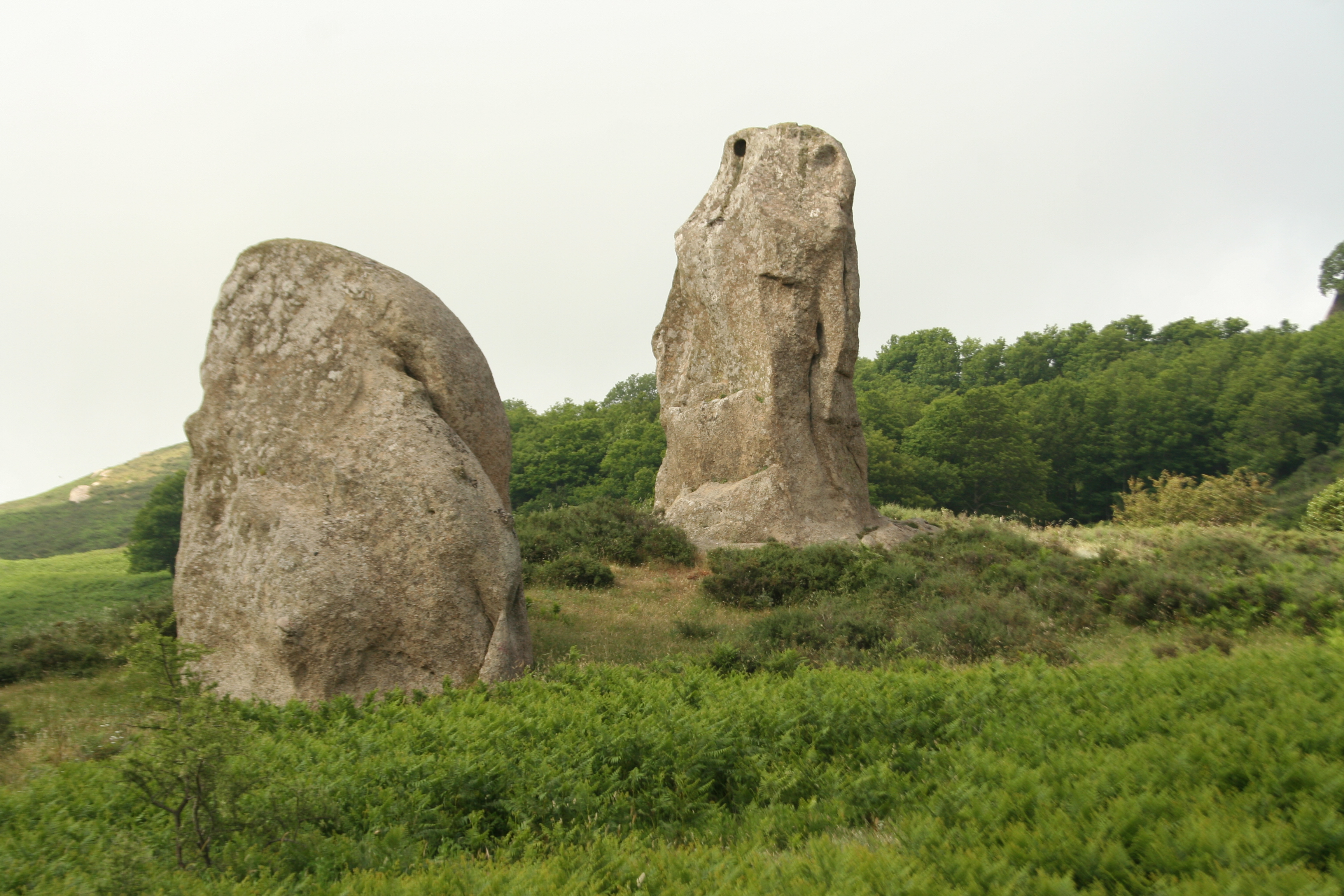
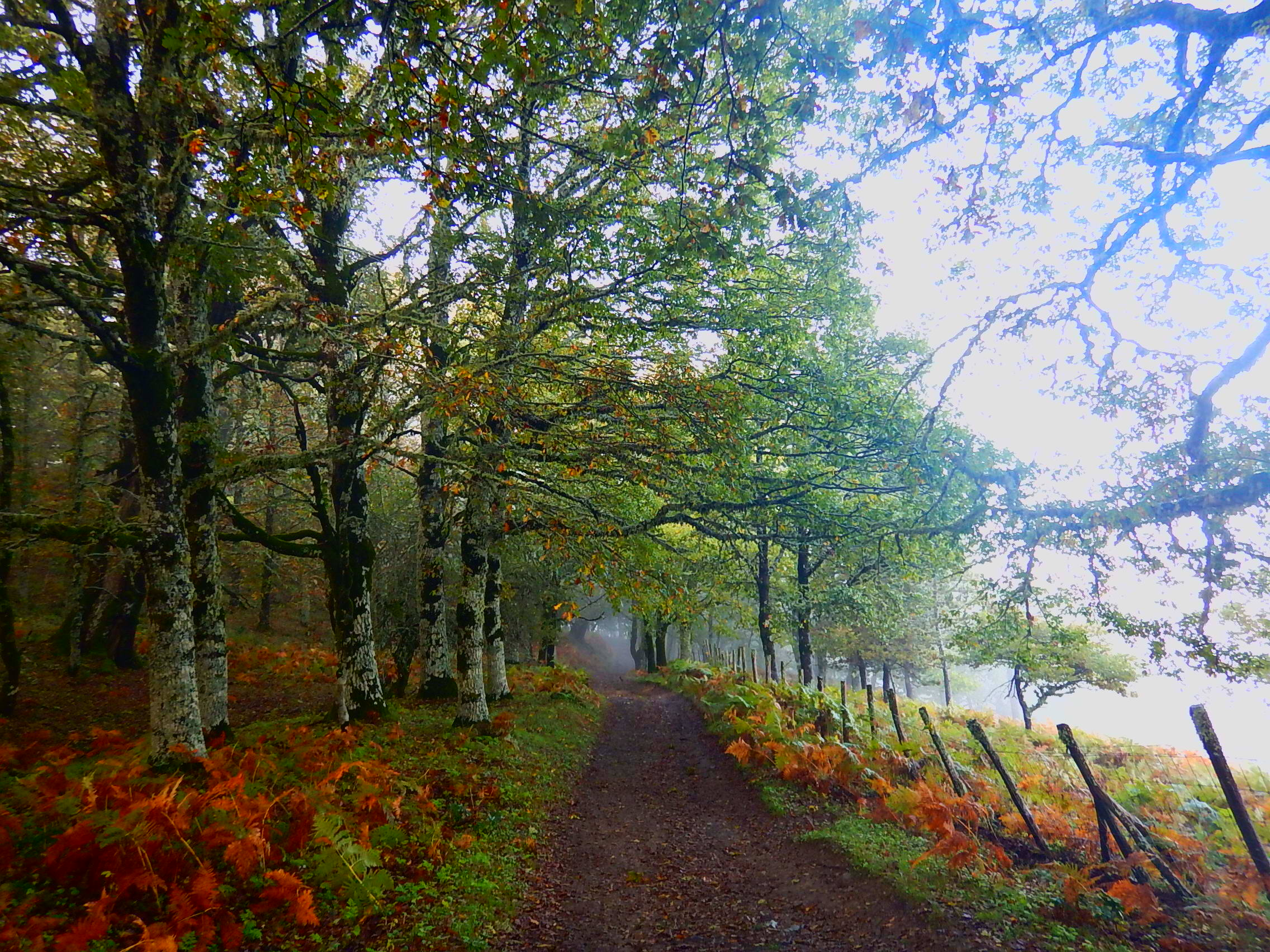